# クラウジオ・サントロ
クラウジオ・フランコ・デ・サ・サントロ（Claudio Franco de Sá Santoro、1919年11月23日 - 1989年3月27日）はブラジルの作曲家。

## 経歴
アマゾナス州マナウス出身。リオデジャネイロで学んだ後、パリでナディア・ブーランジェに師事。1939年からリオデジャネイロ音楽院の作曲の教員となった。1951年から1953年まで放送局の音楽ディレクターを務め、1962年から1965年までブラジリア大学の教授を務めた。
1970年からはマンハイム音楽・舞台芸術大学で教鞭をとった。
1978年にブラジルに帰国し、ブラジリアの国民劇場のオーケストラの初代指揮者に就任するとともに、ブラジリア大学で作曲及び指揮法の教授として教鞭をとった。
作風は、12音技法、偶然性、電子音楽などの実験的な手法も試した後、これらも折衷した伝統的なスタイルに落ち着いた。
,
作品には6つのバレエ、14の交響曲、多数の管弦楽曲、ヴァイオリン協奏曲、チェロ協奏曲、2つのピアノ協奏曲、室内楽曲、ピアノ曲、歌劇、オラトリオ、カンタータ、映画音楽などがある。
首都ブラジリアで没。

## 文献
- Stanley Sadie; Alison Latham (1994). The Grove Concise Dictionary of Music. London: Macmillan. ISBN 978-039303753-1